# Marcello Gubernatis
Giovanni Girolamo Marcello de Gubernatis lub Jeronimo Marcello, hrabia Gubernatis (zm. 1714) – dyplomata sabaudzko-piemoncki i w służbie Wiktora Emanuela II.
Dwukrotnie (1685–1700 i 1710–1711) sprawował funkcję sabaudzkiego ambasadora w Rzymie (Państwo Kościelne). Był autorem pracy o genealogii dynastii sabaudzkiej: Compendio genealogico de real casa de Saboya, wydanego w 1682 roku, które na język portugalski przełożył Miguel Deslandes (zm. 1703).
Gdy Wiktor Amadeusz II – jeszcze jako władca małoletni (pełnoletniość osiągnął w 1680 roku) i podległy regentce – miał poślubić infantkę portugalską, Marcello Gubernatis został wysłany do Lizbony, gdzie uzyskał derogację prawa portugalskiego, które stanowiło, że cudzoziemiec (nie-Portugalczyk) nie może przejąć korony Portugalii. W Lizbonie Gubernatis otrzymał wiele przywilejów dla sabaudzkich kupców zainteresowanych handlem z portugalską wówczas Brazylią.